# La vida privada del presidente Mao

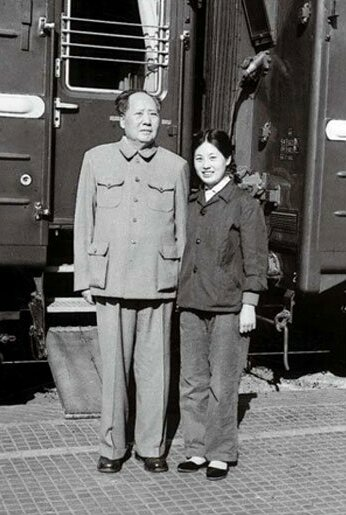
Mao Zedong con su secretaria Zhang Yufeng en 1964

La Vida Privada del Presidente Mao es una memoria publicada por primera vez en 1994 en los Estados Unidos y escrita por el doctor Li Zhisui, uno de los doctores personales del dictador chino Mao Zedong (cuyo cargo oficial fue de Presidente del Comité Central del Partido Comunista de China). La primera edición en español fue publicada en 1995 por Grupo Planeta.
El doctor Li llevó diarios y bitácoras personales de su labor médica con Mao desde su llegada al poder, cubriendo el período desde su llegada a China después de su formación profesional en Australia hasta la muerte de Mao en 1976. El libro expone varios aspectos privados de Mao, como su precaria salud personal, sus escasos hábitos de higiene personal, su prolífica vida sexual (teniendo la costumbre de tener relaciones con una jovencita distinta todos los días y siendo culpable de causar incontables contagios de enfermedades venéreas), hábitos personales y opiniones en privado.
El libro fue bien recibido por la crítica y lectores; su veracidad fue verificada por muchas otras fuentes y académicos, pero su publicación y lectura han sido prohíbidas en la república popular de China, al tiempo que ciertos comentadores han argumentado que en su opinión algunas porciones del libro parecen haber sido parcialmente dramatizadas.

## Publicación
Después de la muerte de Mao, Li emigró a los Estados Unidos y recreó las porciones del manuscrito que no había podido salvar, tras lo que el mismo fue traducido del chino al inglés por el profesor Tai Hung-chao y editado por Anne F. Thurston. Un prefacio fue escrito para el libro por el profesor Andrew J. Nathan de la Universidad de Columbia y fue publicado por la editorial Random House en 1994; una edición en chino fue publicada al mismo tiempo en Taiwán, pero no pudo ser publicado en la República popular de China dado que el gobierno prohíbio su publicación y su lectura. El gobierno chino también atacaría directamente la publicación del libro y a un documental producido por la BBC basado en el mismo.

## Sumario
El libro cubre un período de alrededor de 22 años, tiempo durante el cual Li fungió como médico personal de Mao. Li cubre primero una breve introducción a su vida personal y a su formación profesional, después explorando como fue que conoció a Mao por primera vez en 1954 y como llegó a ser su médico privado hasta su muerte en 1976. Li pone énfasis en la dificultad de tener que navegar disputas internas y consideraciones políticas así como la dificultad propia de tratar con Mao, que era el líder supremo de la nación y poseía los poderes de un dictador absolutista además de ser psicólogicamente y emocionalmente inestable (siendo paranoíco, irracional o depresivo al punto de aparentar estar cerca de la muerte), por lo que Li debía procurar siempre servirle de manera satisfactoria tanto a Mao como a otros poderosos funcionarios gubernamentales además de la esposa de Mao, Jiang Qing, quien era igualmente inestable además de ser hipocondriaca, y Li Na (hija de Mao) que también era caprichosa, paranoíca y difícil de tratar. Más aún, Li debía contender con líderes militares chinos, especialmente el general Lin Biao, quien era aparentemente esquizoide e hipocondriaco. 
Li describe a Mao como un hombre con problemas psicológicos, como ya se mencionó, pero también como un hombre caprichoso y a veces irracional, agregando que vivió gran parte de su vida adicto a fuertes sedantes. Peor aún, Li explica que Mao tenía una salud física igualmente pésima dadas sus costumbres personales, como su reticencia a mejorar su aliementación o una inexplicable fobia a cepillarse sus dientes, actividad que Li asegura que Mao jamás realizó en su vida, al grado de que tenía abscesos que nunca desaparecían en sus encías de las cuales emanaba pus constantemente (Mao se limitaba a hacer gárgaras con té verde en las mañanas a manera de aseo). Li también explica que Mao padecía una adicción al sexo y que solía mantener relaciones sexuales diariamente con una adolescente o joven distinta cada día a quienes contagiaba regularmente con enfermedades venéreas, llegando a tener una cama aparte dedicada exclusivamente a tener relaciones sexuales. Li se enfoca también especialmente en los problemas médicos de Mao causados por su estilo de vida y su edad y la manera en que los trato clínicamente. 
El libro aborda también las condiciones sociopolíticas y culturales de la China de la época; entre estas incluye el desarrollo de episodios infames como la Revolución Cultural y el Gran Salto Adelante, además a las purgas que Mao realizaba periódicamente contra rivales reales o imaginarios o contra individuos que simplemente habían caído de su gracia.
Entre los personajes históricos chinos con los que Li trató personalmente y que incluye en el libro se incluyen Zhou Enlai, Deng Yingchao, Yang Shangkun, Lin Biao, Chen Boda, Zhang Yufeng, Jiang Qing y Li Na. Li guarda críticas especialmente negativas hacia todos ellos, a quienes describe como oportunistas, mezquinos y corruptos. Otros personajes históricos que Li también menciona pero hacia quienes tiene comentarios positivos son Wang Dongxing, Luo Ruiqing, Hua Guofeng, Ye Jianying y Peng Dehuai; Li escribe haberlos considerado como individuos honestos y patriotas, sinceramente interesados en el porvenir de su país y su gente, también los describe como los únicos políticos en posiciones de poder que están dispuestos a desafiar o contradecir a Mao cuando es necesario para preservar el bienestar de su país.

## Temática
El libro es principalmente una exposición abierta de información privada y sobre los secretos mejor guardados del hombre que cambió el curso de la historia mundial (generalmente para mal, de acuerdo a Li). Una de las principales temáticas de la obra es la desmitificación de Mao, cuyo culto de personalidad y propaganda oficial son desmentidos; a lo largo de todo el libro, Li describe como pasó gradualmente de ser un profundo admirador de Mao a odiarlo con todo su ser: Mao pasa de ser un héroe de guerra y un líder sabio a ser un hedonista corrupto que permanece indiferente a los millones de muertes causados por su incompetencia mientras se ve más preocupado con mantenerse en el poder y en vivir una vida llena de lujos y excesos, muchos de los cuales podrían ser universalmente considerados como inmorales o incluso ilegales, como su predilección por tener relaciones sexuales casuales con jovencitas que ni siquiera conocía, muchas de las cuales fueron presumiblemente forzadas. Li termina comparando a Mao con los antiguos emperadores chinos del Imperio chino de la antigüedad; aunque Li argumenta que Mao era definitivamente peor que hasta el más tiránico y decadente de los emperadores, explicando que Mao tenía ningún interés en ser un líder, sino tan solo en tener poder y riquezas. 

## Recepción
La recepción que el libro ha recibido ha sido abrumadoramente positiva, tanto por la audiencia como por la crítica literaria. Como ya se mencionó, el libro no pudo ser discutido abiertamente en China donde permanece prohíbido, pero fuera de China causó un revuelo y dio nueva vida al debate académico y político sobre la vida del dictador Mao y el país que gobernó.
Una de las primeras reseñas, publicada en el New York Times describió el libro como un "retrato íntimo extraordinario" que contenía muchos detalles sobre Mao, sus relaciones con otros y su régimen; aunque también agregaba que el libro no aportaba muchas novedades en el contexto diplomático o político de China. Sobre su factualidad, la reseña menciona que los hechos mencionados en el libro han sido en su mayoría confirmados por expertos consultados y otra evidencia documental existente, aunque no todas las historias relatadas hayan sido corroboradas en su totalidad. La reseña hace también especial mención sobre la hipocresía de Mao en su estilo de vida, especialmente la manera en la que vivía con excesivo lujo mientras imponía forzosamente todo tipo de restricciones y racionamientos sobre la población china, la cual vivía mayormente en condiciones de pobreza extrema.
Por su parte, el grupo Council on Foreign Relations, a través de su publicación oficial Foreign Affairs, también evaluó de manera positiva el libro y lo calificó como factualmente correcto, aunque también criticó el hecho de que las memorias de Li hubiesen sido destruidas y recreadas de memoria, pero agregando que la información mencionada por el libro era en su mayor parte genuina, mientras lo elogiaba como una de las únicas fuentes de información sobre la vida privada de Mao y sus subordinados, o quizás la única fuente existente en este respecto. Tal como la reseña del New York Times, la reseña de Foreign Affairs subrayaba la sorprendente indiferencia de Mao al sufrimiento y carencias de su pueblo, así como su adicción sexual y su incapacidad para enfrentar de manera razonable la crítica negativa.
El Christian Science Monitor también dio una crítica muy positiva al libro, describiendo a Li como un hombre atrapado junto a un hombre que llegó a odiar, teniendo que sacrificar a su familia, sueños profesionales y ética personal. El autor de esta reseña también menciona como la prohibición china del libro, las amenazas del gobierno chino dirigidas al mismo Li y la intensa crítica del gobierno chino como probables indicadores de que los contenidos del libro eran reales lo cual explicaría la persistencia china a la obra.
David Bachman, del The China Journal, publicó también una reseña sobre el libro de Li, mencionando que le resultó atrapante y fascinante, siendo una fuente única y aportadora de información totalmente inédita y previamente desconocida.
El historiador Robert Antony también elogio la obra y lo describió como un "relato íntimo y cándido de uno de los hombres más poderosos del mundo moderno" y "una perturbadora historia de intriga y decadencia en la corte de Mao Zedong, como solo hubiera podido ser contada por un miembro del círculo interno"; describiendo la transformación de Li de un patriota idealista que idolatraba a Mao, a un crítico desilusionado por la hipocresía y promiscuidad de Mao.
El afamado crítico y analista hindú D.R. Nagaraj comento sobre el libro en la revista China Report de la India, llegando a la conclusión de que el libro era fascinante y que se encontró a sí mismo atrapado en su lectura; pero abordó su reseña sobre la obra de una manera más simbólica, argumentando que las menciones de la promiscuidad sexual de Mao bien podría considerarse como un elemento que representaba la personalidad de Mao, permeada de hedonismo y enfocada en satisfacer sus apetitos terrenales primero que nada, antes de siquiera pensar en abordar alguno de los muchos problemas que aquejaban a su nación y a la gente que aseguraba representar y proteger.
Por su parte, la revista literaria Wasafiri incluyó en 2009 al libro en su lista de sus 25 libros más influyentes del último cuarto de siglo.

### Reacciones académicas
Tal como las reacciones de críticos literarios, las reacciones por parte de académicos y escolares (como historiadores y analistas políticos) fueron también positivas en su mayoría, aunque también resultaron más mixtas que las evaluaciones literarias. 
Lorenz M. Lüthi por ejemplo, escribe que La Vida Privada del Presidente Mao "resulto ser una fuente relativamente confiable" y volvió a enfatizar que los datos que aportaba la obra podían ser verificados por un gran número de otras fuentes y documentos oficiales.
El historiador Frank Dikötter (afamado autor de la aclamada obra La Gran Hambruna de Mao) también elogio a Li y a su libro, opinando que Li era "un guía confiable cuyos recuerdos podían ser verificados, a veces palabra por palabra, en los archivos gubernamentales chinos.

#### Reacciones académicas negativas
A pesar de esto, también hubo algunas evaluaciones negativas por parte de algunos académicos, quienes cuestionaron la autenticidad del libro de Li, al menos en parte pero no en su totalidad; la queja más común en este aspecto siendo el hecho de que Li escribió el libro a partir de una reconstrucción realizada de memoria cuando la memoria de Li obviamente no pudo haber sido exacta en ciertos elementos. Por su parte, el historiador Frederick Teiwes opinó que el libro era parcial y tenía un sesgo "anti-Mao".
Los mismos colaboradores en la creación del libro también admitirían quejas sobre ciertas características del libro: Anne F. Thurston, editora del libro, admitió que el libro, estando basado en los recuerdos de Li, la cual era naturalmente falible. El traductor del libro, Tai Hung-chao, mencionó que la editorial, Random House, había insistido en que al escribir el libro se diera preferencia a pasajes "más jugosas"; es decir, aquellas que fuesen más salaces y escandalosas. Li se habría opuesto fuertemente a esta estrategia la cual fue aplicada de todas formas.
Adicionalmente, algunas figuras públicas que también vivieron la historia contada por el libro, también crearon y firmaron una declaración pública poniendo en duda algunos de los pasajes de la obra; como Wang Dongxing, Li Yinqiao o Ye Zilong (aunque todos ellos fueron aliados cercanos a Mao y por lo tanto no necesariamente objetivos ni neutrales).
De manera correspondiente, otra queja sobre el libro era que ciertos pasajes encontrados en el manuscrito original y en la edición china no eran encontrados en la edición inglesa, dado que no habían sido incluídas por la editora Anne F. Thurston. El historiador Mobo Gao levantó la posibilidad de que los cambios y diferencias hubiesen podido ser tan extensas que bien pudieron haber alterado de manera fundamental la sustancia del libro. Gao no tenía evidencias concretas pero sus indicaciones sobre las variaciones entre las distintas ediciones existentes si era verídica hasta cierto punto y Gao especulaba que la razón habría sido que ciertas de las historias contadas por Li no habrían sido incluidas en la edición china porque los lectores chinos las habrían encontrado absurdas a primera vista dado su mejor entendimiento de la cultura y sociedad china; aunque Gao también especulaba que ciertos pasajes habrían podido ser exlcuidos en China por consideraciones políticas, como uno que menciona como Deng Xiaoping embarazó a una enfermera con la que sostenía un amorío para después obligarla a tener un aborto, algo que (según la opinión de Gao) habría sido eliminado en la edición china para no ofender a Deng. Gao concluye que además de todas sus objeciones, el libro de Li no revela información realmente nueva que no sea ya conocida por historiadores o analistas especializados en China; pero esta conclusión ha sido también disputada por una mayoría de historiadores que mencionan la naturaleza inédita de la información aportada por Li.
Mucho más extensa sería un libro escrito en respuesta a la obra de Li, publicado en China en 1995 y titulado Lishi de Zhenshi: Mao Zedong Shenbian Gongzuo Renyuan de Zhengyan (en español como "La verdad de la historia: Testimonio del personal que trabajo con Mao Zedong"). Este libro fue escrito por Lin Ke (secretaria personal de Mao), Xu Tao (médico personal de Mao que precedió a Li de 1953 a 1957) y Wu Xujun (enfermera personal de Mao de 1953 a 1974); los tres argumentan que Li nunca fue muy cercano a Mao y que las historias de su libro eran imprecisas. Por ejemplo, presentaron supuestos documentos oficiales que certificaban que Li no habría sido médico personal de Mao sino hasta el 3 de junio de 1957 mientras que buena parte de las memorias de Li se enfocan en el período de 1953 a 1957. Los autores también aseguran que otras historias presentadas por Li habrían sido imposibles, como su presencia en reuniones del comité del Politburó, las cuales aseguran podían ser atendidas por los mandatarios del partido y nadie más. Sin embargo, algunas de las réplicas de los tres autores eran totalmente especulativas: ellos mencionan por ejemplo una historia en la cual Li relata como presencio una discusión entre Deng Xiaoping y Mao sobre el culto de personalidad de Mao y que se dio cuando Mao elogió efusivamente el culto de personalidad de Stalin que existía en la Unión Soviética el cual Mao prometío emular e incluso superar; pero los tres autores aseguran que para ese entonces el culto de la personalidad de Mao ya había sido criticado en público y proponen que la crítica de Deng hubiera sido redundante, aunque esta declaración es obviamente especulativa como ya se mencionó. Además de estos argumentos, Lin, Xu y Wu también aseguran que Mao no era estéril tal como Li asegura, citando a otro doctor de Mao (el profesor Wu Jieping) para reforzar sus aseveraciones, y teorizan que Li habría inventado este hecho para explicar como es que Mao jamás tuvo hijos a pesar de ser tan promiscuo como Li asegura; pero, de nuevo, este contraargumento es totalmente especulativo. 
Otras críticas adicionales al trabajo de Li provino de Qin Benyu, un antiguo radical comunista que participó en la Revolución Cultural en Pekín, ayudando a perseguir y suprimir violentamente a todos los oponentes del régimen, reales o imaginarios. El mismo Qin cayó víctima de las purgas políticas de Mao, quien ordenó su detención en 1968, donde permaneció 18 años. A pesar de haber sufrido este tratamiento después de haber sido un partidario fanático, Qin expreso desacuerdo con la forma tan negativa en la que Li presentaba a Mao y aseguraba que la mayor parte de las descripciones que Li da sobre la Revolución Cultural parecían haber sido obtenidas de periódicos y revistas; más aún, Qin también dice sospechar que Li invento diversas historias para hacer creer a su audiencia que el era cercano a Mao o que poseía acceso ilimitado a su vida privada. Qin asegura por ejemplo que jamás escuchó rumores sobre los supuestos amoríos extramaritales de Mao y asegura que Mao siempre fue respetuoso hacia las "camaradas femeninas". Sin embargo, estas aseveraciones por parte de Qin son especulativas (tal como sucede con Lin, Xu y Wu) y, por ejemplo, el hecho de que Qin no haya escuchado rumores con las historias relatadas por Li no significa que no hayan sucedido y pueden insinuar que en realidad fue Qin quien no tenía conocimiento íntimo de la vida personal de Mao, algo probable dado que nunca fue un miembro de alto nivel del partido sino solo un partidario civil. Adicionalmente, el único elemento importante de la historia de Li que es disputado por Qin es el de su adicción sexual.